# Per tutte le volte che (álbum)
Per tutte le volte che... es el segundo álbum del cantante italiano Valerio Scanu, publicado el 19 de febrero de 2010 con la EMI Music Italia.

## El álbum
El álbum fue publicado después de la publicación del primer sencillo y canción Per tutte le volte che... con la cual el cantante ganó el Festival de Sanremo 2010.
El álbum contiene nueve canciones inéditas, grabadas entre Italia y Londres, con el tema del amor en todos sus formas. La  canción Il Dio d'America, todavía, rapresenta la reacción de un pueblo hacia un líder político considerado casi como un Dios.
En el álbum hallamos también un vídeo en el cual el cantante comenta las diferentes canciones.

## Lista de canciones
| N.º | Título                      | Escritor(es)                           | Duración |  |
| 1.  | «Per tutte le volte che...» | Pierdavide Carone                      | 3:58     |  |
| 2.  | «Indissolubile»             | Saverio Grandi, Emiliano Cecere        | 3:30     |  |
| 3.  | «Mi manchi tu»              | Massimo Greco                          | 3:45     |  |
| 4.  | «Quando parlano di te»      | Saverio Grandi, Alberto Pioppi         | 4:08     |  |
| 5.  | «Mai dimenticata»           | Saverio Grandi                         | 4:08     |  |
| 6.  | «Credi in me»               | Kaballà, Luca Chiaravalli              | 3:31     |  |
| 7.  | «Il Dio d'America»          | Simone Annicchiarico, Gianluca Paiella | 3:19     |  |
| 8.  | «Miele»                     | Saverio Grandi                         | 3:42     |  |
| 9.  | «Così distante»             | Kaballà, Luca Mattioni, Beppe Dettori  | 4:16     |  |

## Éxito comercial
El álbum llega a la posición máxima la 1.ª de la clasificación FIMI Artisti. A las ventas del álbum contribuyeron también las ventas de los sencillos, sobre todo el único sencillo certificado por la FIMI, Per tutte le volte che..., certificado disco de platino ppr la venta de más que 30.000 copias en música digital.
El álbum fue después certificado disco de oro por la venta de más que 30.000 copias.
Per tutte le volte che... es el 48° álbum más vendido en Italia en 2010, según la clasificación de la FIMI.

## Clasificaciones
| Clasificación (2010) | Posición |
| -------------------- | -------- |
| Italia               | 1        |

| Clasificación (2010) | Posición |
| -------------------- | -------- |
| Italia               | 48       |

## Miembros
Éstos son los músicos que acompañaron al cantante durante el gira "In tutti i luoghi tour":
- Gabriele Gagliardo: guitarra
- Claudio Ghioni: basso
- Giorgio Bellia: batería
- Francesco Lazzari: piano
- Andrea D’Aguì: guitarra acústica, coros, teclados

## Vídeos musicales oficiales
Con este álbum fueron realizados también cuatro vídeos musicales oficiales:
| N. | Títulos                                                 | Fecha de publicación |
| -- | ------------------------------------------------------- | -------------------- |
| 1  | Per tutte le volte che... (primera versión)             | 5 de marzo de 2010   |
| 2  | Per tutte le volte che... (versión publicada en iTunes) | 15 de marzo de 2010  |
| 3  | Credi in me                                             | 24 de abril de 2010  |
| 4  | Indissolubile                                           | 17 de julio de 2010  |